# Chuột chù Fox
Chuột chù Fox, tên khoa học Crocidura foxi, là một loài động vật có vú trong họ Chuột chù, bộ Soricomorpha. Loài này được Dollman mô tả năm 1915. Chúng được tìm thấy ở Bénin, Bờ Biển Ngà, Burkina Faso, Cameroon, Cộng hòa Trung Phi, Tchad, Gambia, Ghana, Guinea, Guinea-Bissau, Mali, Nigeria, Senegal, Sudan, và Togo.